# Helsingfors historia

Helsingfors vapen

Helsingfors historia är beskrivningen av Helsingfors från det att Gustav Vasa grundade staden och fram till nutid.

## Under svenskt styre

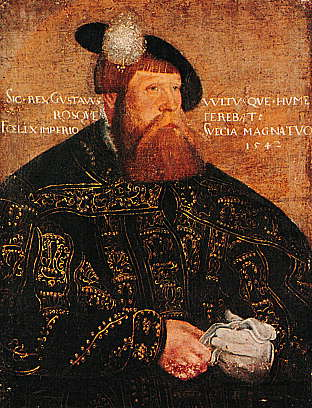
Helsingfors grundare Gustav Vasa.

För att konkurrera med staden Reval (Tallinn) söder om Finska viken befallde Gustav Vasa att en stad skulle anläggas även norr om vilken på svenskt territorium. När Gustav Vasa planerade att grunda en ny handelsstad vid Finska viken år 1548 lutade det först mot Sandhamn. Projektet strandade på grund av en hård vinter och brist på landförbindelse, samt lokalbefolkningens motstånd. Platsen blev vid Vanda ås utlopp i Södernäsviken (nuvarande Gammelstadsfjärden), på Helsingefors kungsgårds mark. Nybyggarna var borgare från Borgå, Ekenäs, Raumo och Ulvsby, vilka dels genom övertalningar, dels genom öppet våld förmåddes att i tillräcklig mängd överflytta dit. Helsingfors grundades 1550.
Den nya staden, som var avsedd att dra till sig den lönsamma rysk-holländska handeln samt utestänga denna från Reval och vilken i sådant avseende erhöll stapelrätt och en mängd andra förmåner (privilegier av 3 augusti 1569), utvecklades väl i någon mån genom dessa åtgärder, men syntes dock inte lova att motsvara de vittgående förhoppningarna. Läget var i många hänseenden ogynnsamt; och då detsamma inte heller tillät det önskade befästandet av staden, uppstod redan efter några år fråga om dennas förflyttande till lämpligare plats.
Namnet Helsingfors kommer från namnet på socknen Helsinge och Helsingån (nuvarande Vanda å) vid vars sista fors före havet staden grundades. Förleden Helsing(e) i ortnamnet Helsingfors är omdiskuterad. En populär idé har att göra med hur hälsingar under 1200-talet bosatte sig vid Finska viken. En annan har att göra med att namnet kommer av flodens "hals" – det smala stället som utgjorde forsen. Samma namnled återfinns i Hälsingland och Helsingborg som båda har anknytning till ett smalare havsområde.

### Den nya staden

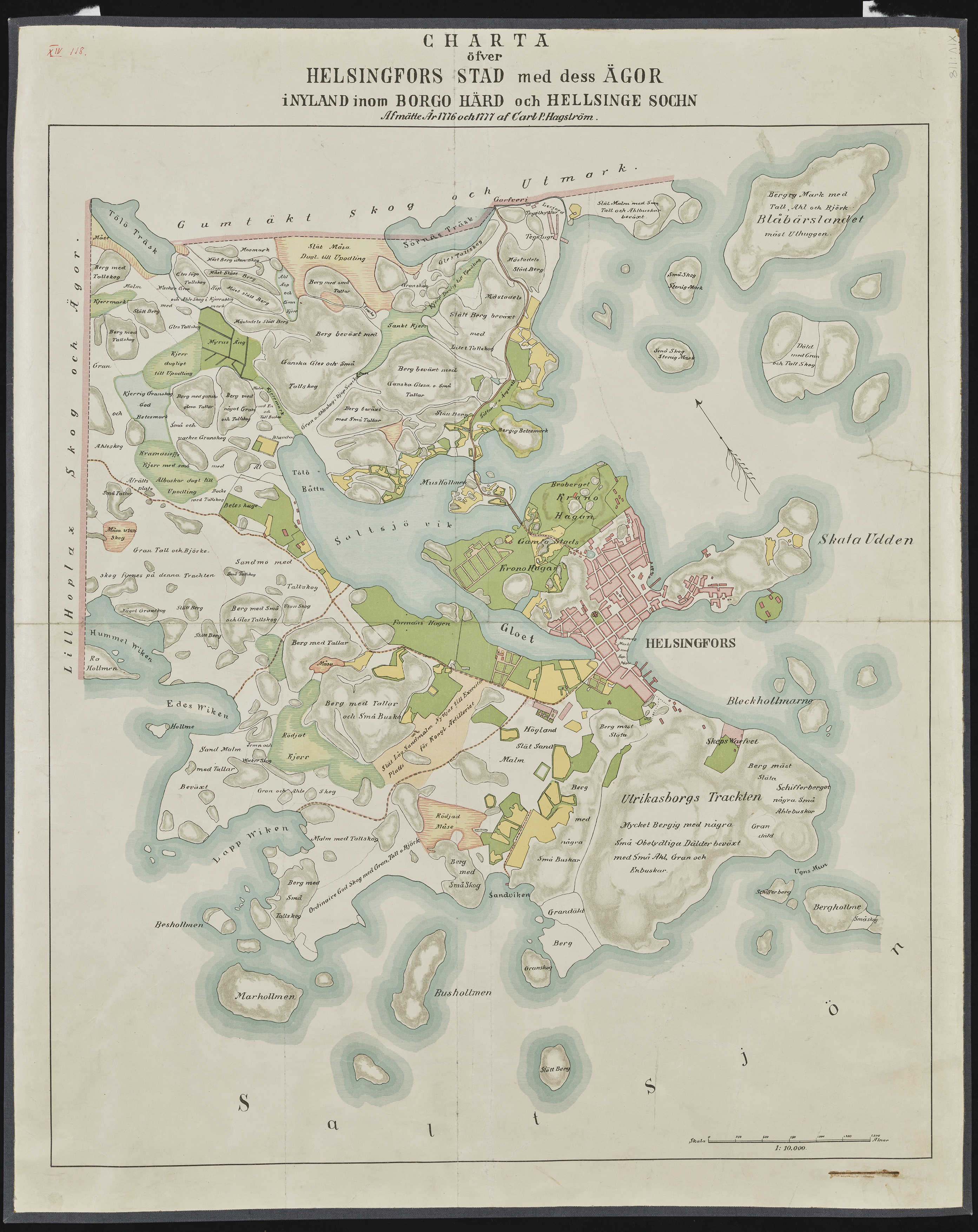
Karta över Helsingfors från 1776-1777

Sedan man övergett besluten att förlägga den nya staden först till Sandhamn (mellan dåvarande Helsingfors och Borgå), sedan till Södernäs udde (numera Sörnäs), utstakades 1640 den nya staden av lantmätaren Olof Rudbeck efter ingenjör Anders Torstenssons ritning på Helsingfors nuvarande plats, den mellan Södernäs udde och Helsingenäs utskjutande Estnäs udde (Estnäs skatan).
Nya privilegier tilldelades staden av förmyndarregeringen och bekräftades av drottning Kristina (kungligt brev av 17 januari 1651). Likaså fick staden nytt stadsvapen: en båt, stående i en fors, ovanför denna en förgylld krona i blått fält. Bland historiska minnen förbundna med det gamla Helsingfors kan nämnas den lantdag som hölls av Gustav II Adolf där 1616, varvid de finska ständerna beviljade en gärd för att avsluta det då pågående ryska kriget.
Genom flyttningen hade staden vunnit ett av de fördelaktigaste lägen med två rymliga och förträffliga, av naturen själv skyddade hamnar, men vidriga yttre förhållanden – upprepade eldsvådor, hungersår, pest och krigsfaror – avbröt ständigt utvecklingen och hindrade, i förening med andra inte oväsentliga omständigheter, varje kraftigare uppblomstring. (I pesten mellan 1710 och 1713 dog mer än hälften av stadens innevånare.) Planer på Helsingfors befästande hade ett par gånger varit på tal, men förfallit. Men 1711 lät befälhavande generalen i Finland Carl Gustaf von Nieroth uppkasta några batterier vid inloppet till Helsingfors, och i april 1713 började generalmajor Carl Gustaf Armfelt till försvar av de stora magasinen befästa staden, men innan befästningarna var färdiga, angrep ryssarna, och Armfelt antände 11 maj det av sina invånare övergivna Helsingfors, varefter det hölls ockuperat till fredsslutet (1721) av ryssarna, som byggde en rektangulär bastionsbefästning med två mittbastioner runt om staden m.fl. verk.
1739 års befästningskommission föreslog ett mindre verk på Tullskatan samt skansar på några holmar (se Sveaborg), förberedande arbeten företogos 1740–41, och under kriget byggdes 1742 åtskilliga batterier på Tullskatan, vid staden och på Helsingenäset. Men sedan hela svenska hären 23 augusti 1742 kapitulerat vid Helsingfors, hölls det besatt av ryssarna till fredsslutet (1743). Sederholmska huset är det äldsta huset i staden. Huset byggdes av köpmannen Johan Sederholm år 1757 och det ligger vid Senatstorget.

### Fästningsstaden

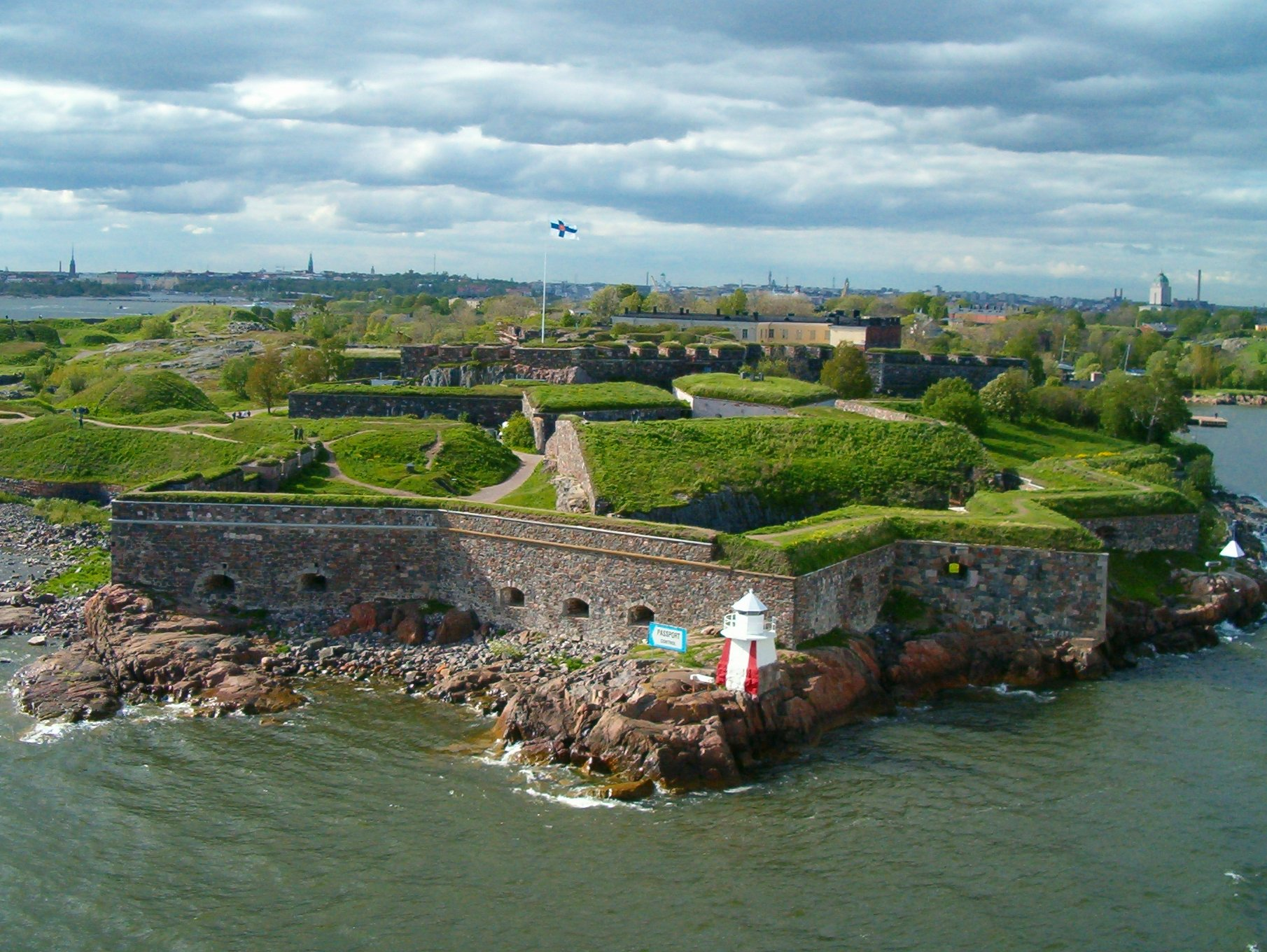
Sveaborg

I sin försvarsplan för Finland föreslog Augustin Ehrensvärd en dubbelfästning Helsingfors-Sveaborg (se Sveaborg). Vad staden beträffar, fastställde K.M:t en av Ehrensvärd, Hans Henrik von Liewen och Alexander Mikael von Strussenfelt inlämnad plan, enligt vilken Helsingfors skulle göras till en place d'armes för hären, ett fäste uppföras på Broberget norr om staden, och ett annat, benämnt Ulrikasborg, på Kasaberget söder om staden, emellan dem en bastionerad landfront med utanverk samt mindre verk på Tullskatan och Högholmen.
I slutet av 1760-talet, då Ulrikasborgs yttermurar var nästan färdiga, men bara sprängning utförts på Broberget och en travers byggts, framlades en storartad plan till fästning och place d'armes söder om Helsingfors, i vilken plan Ulrikasborg ingick som citadell och även Broberget skulle befästas, men planen stannade på papperet, liksom några därefter följande, bl.a. Gustav III:s om en fästning på Skatudden.
Vid finska krigets utbrott 1808 fanns bara obetydliga lämningar på Ulrikasborg-Broberget, och den lilla styrka som skulle skydda de i Helsingfors hopade förrådens överförande till Sveaborg drog sig för ryssarna 2 mars under strid över isen till Sveaborg, varefter dessa besatte Helsingfors och uppförde batterier på Tullskatan och vid Ulrikasborg.

## Under ryskt styre

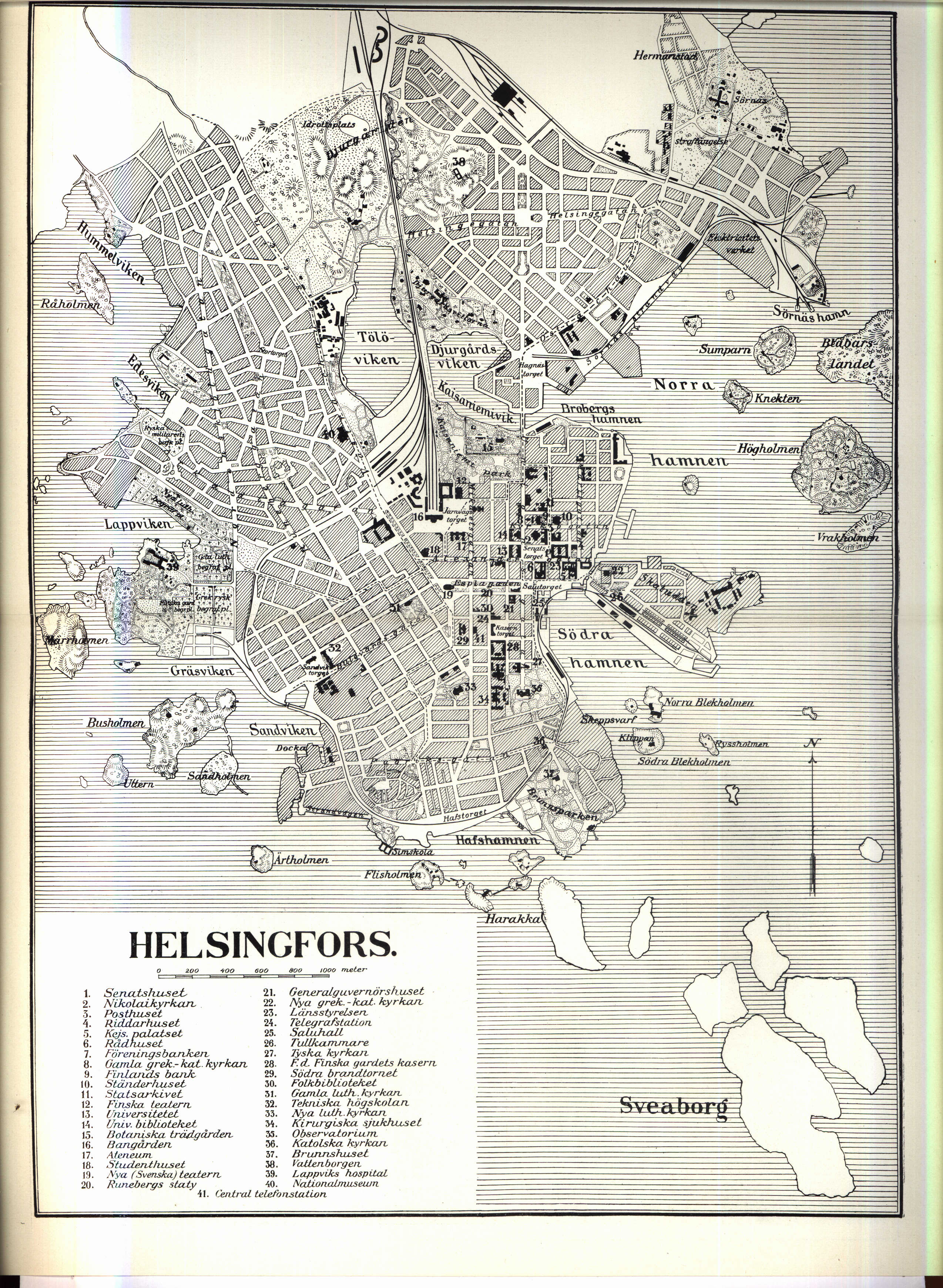
Karta över Helsingfors vid 1900-talets början (ur Nordisk familjebok)

Under och i trots av de växlande öden, som ovan antyds och som kännetecknar hela tidsskiftet från flyttningen till den ryska erövringen 1808, hade Helsingfors visserligen lyckats bringa sig upp till en av landets främre städer, men var dock inte av större betydelse än att det 1805 på en areal av 40 hektar hyste en befolkning på endast 4 237 personer, vilket tal år 1810 befanns nedgånget till 3 534.
1812 upphöjde Helsingfors till huvudstad för det nya autonoma storfurstendömet Finland av den ryske tsaren Alexander I. Först sedan Helsingfors genom manifest av 27 mars 1812 bestämts till landets huvudstad och säte för styrelsen samt ämbetsverkens överflyttning från Åbo inom tio år därefter verkställts och Kungliga Akademien i Åbo, som genom brand blivit husvill, 1828 förvärvats åt Helsingfors, vidtog en avgörande vändning i stadens utveckling, vilken sedermera fortgått, visserligen i stillhet, men i oavbrutet raskt tilltagande, så att den kort förut oansenliga köpingen snart i verkligheten blev huvudhärden för landets och folkets liv på alla områden.

### Huvudstaden tar form
Statsrådet Johan Albrecht Ehrenström och arkitekten Carl Ludvig Engel formade den nya huvudstaden genom sin stadsplan. Ehrenström gjorde stadsplanen i gustaviansk stil med sina breda bulevarder och stora torg. Det var Ehrenström som anlitade Engel för att rita representativa byggnader för storfurstendömets nya huvudstad. År 1814 erhöll Ehrenström titeln kejserligt statsråd. Byggnader skapade av Engels i den då nya finska huvudstaden är Helsingfors nuvarande domkyrka (ursprungligen Nikolaikyrkan), universitetets huvudbyggnad och bibliotek och Statsrådsborgen, alla vid Senatstorget, samt Helsingfors stadshus (ursprungligen Societetshuset) vid Salutorget och Lappvikens sjukhus. Uspenskijkatedralen på Skatudden nära Helsingfors centrum blev färdig 1868. Helsingfors första järnvägsstation byggdes år 1860 då Finlands första järnväg öppnade mellan Helsingfors och Tavastehus. 1870 hade Helsingfors 28 519 invånare varav 18 302 hade svenska som modersmål. Gloet är hjärtat i Helsingfors centrum och utgör Helsingfors kommersiella centrum. Namnet kommer från Gloviken, en igenväxande, stinkande havsvik som fylldes ut i mitten av 1800-talet. Berghäll är Helsingfors klassiska arbetarstadsdel, som uppstod på 1860-talet i och med den snabba industrialiseringen bredvid industriområdet kring Sörnäs hamn. Den tidigare trähusstadsdelen förnyades snabbt, och många stenhus byggdes redan i början av 1900-talet.

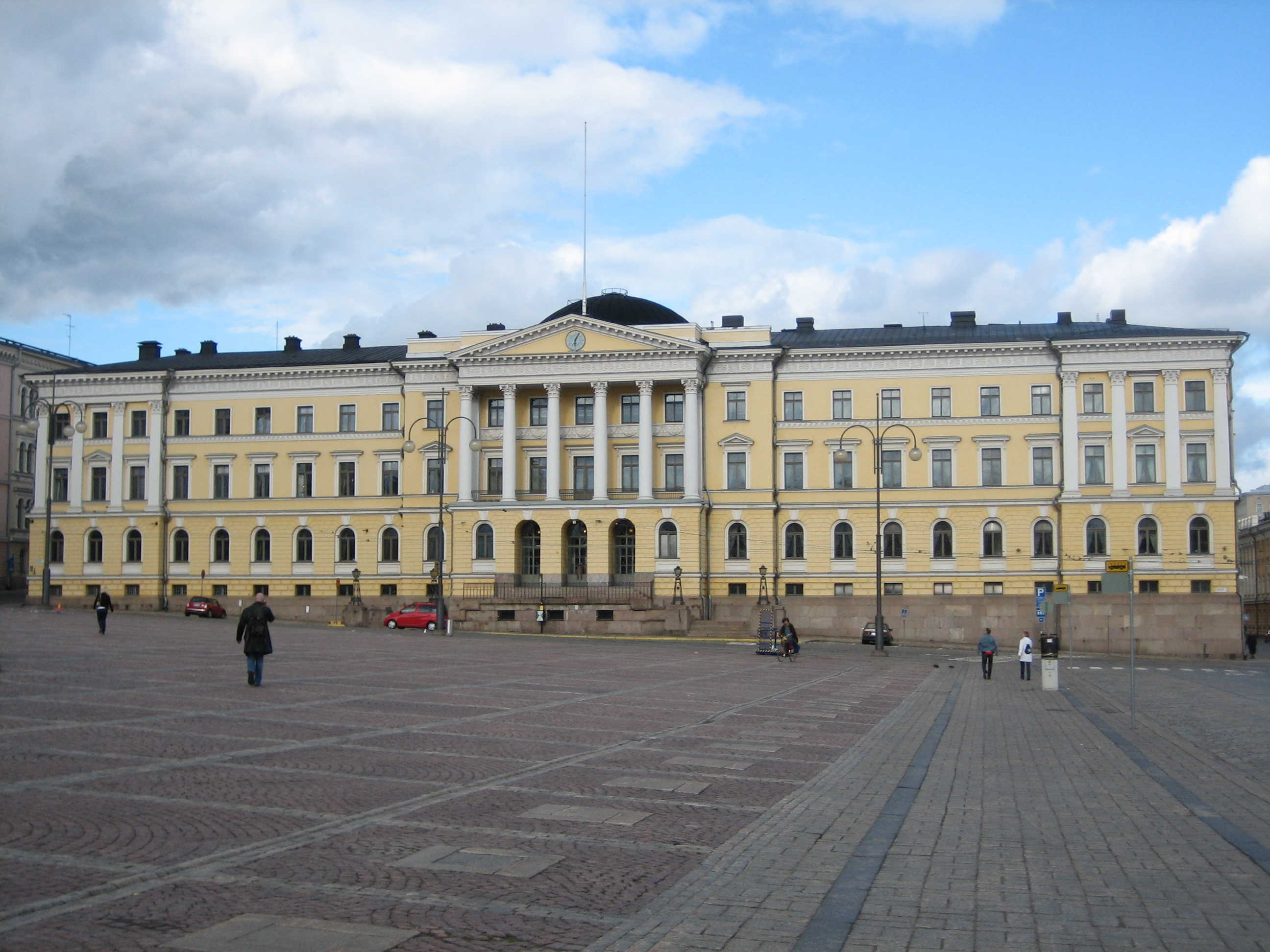
Statsrådsborgen
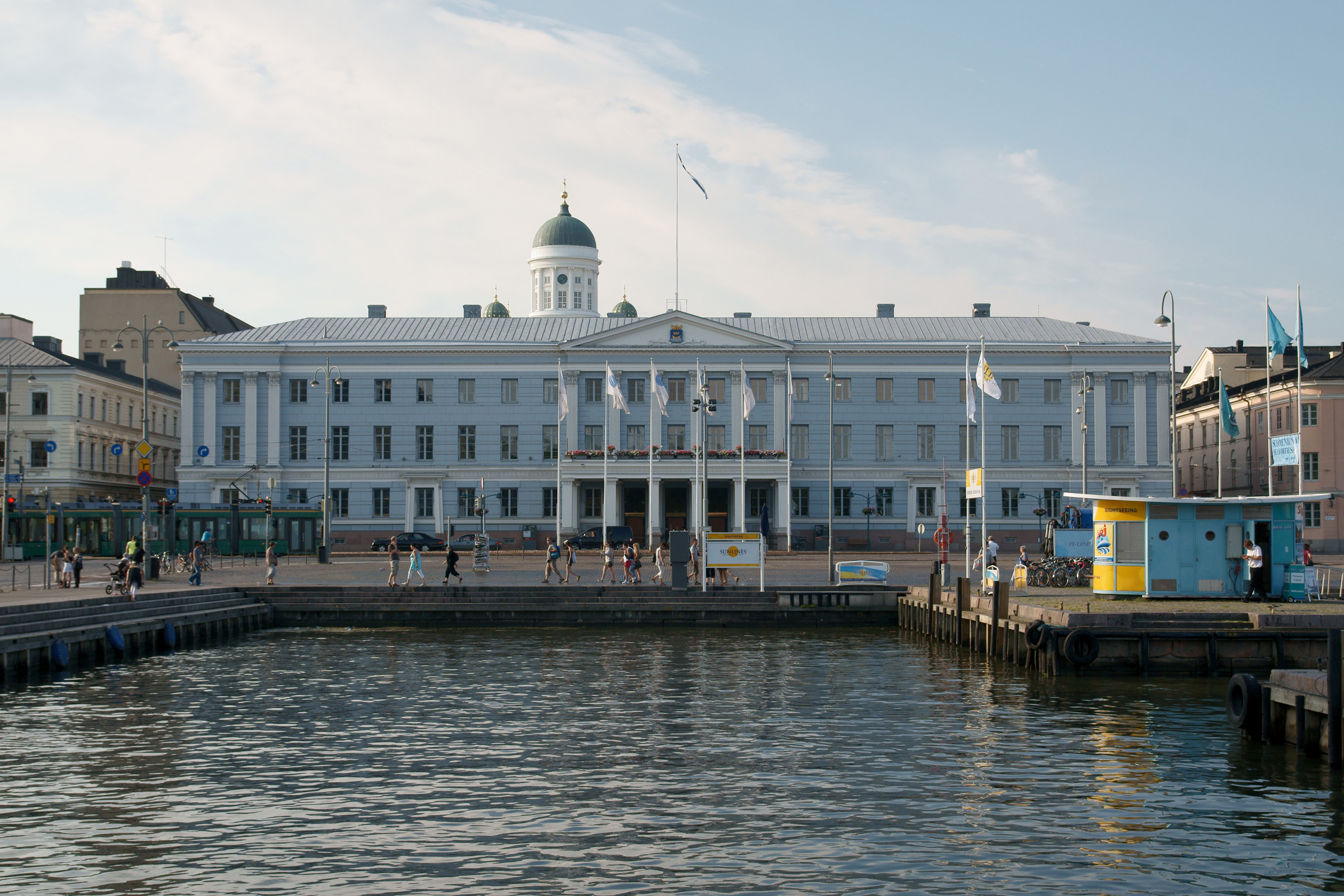
Helsingfors stadshus
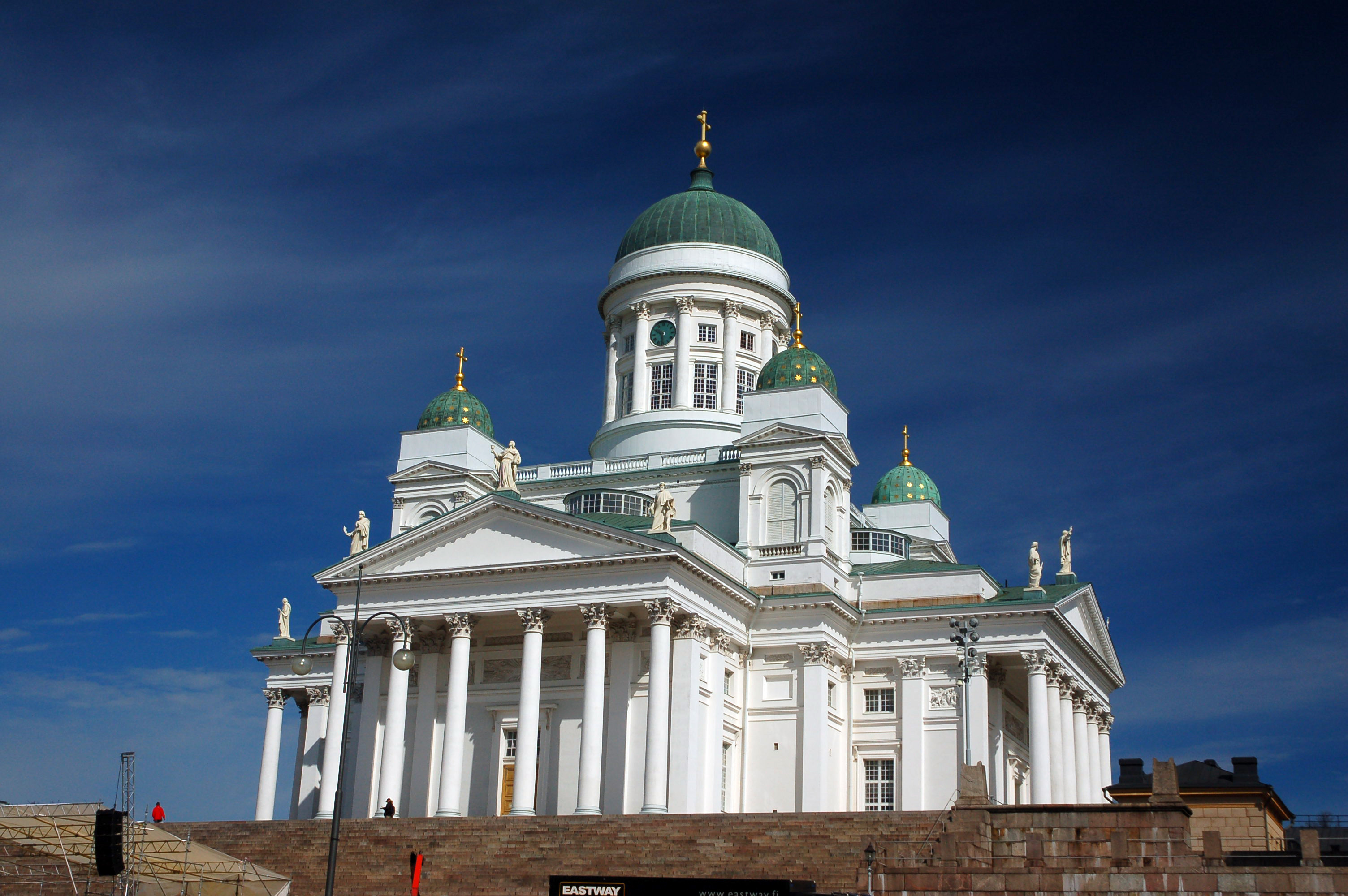
Helsingfors domkyrka

1875 sammanträdde för första gången stadsfullmäktige. Nationalmuseum grundades 1893 genom en sammanslagning av de arkeologiska, historiska, numismatiska och etnologiska samlingarna som tidigare tillhört universitetet, studentnationerna och Finska Fornminnesföreningen.

### Storstaden

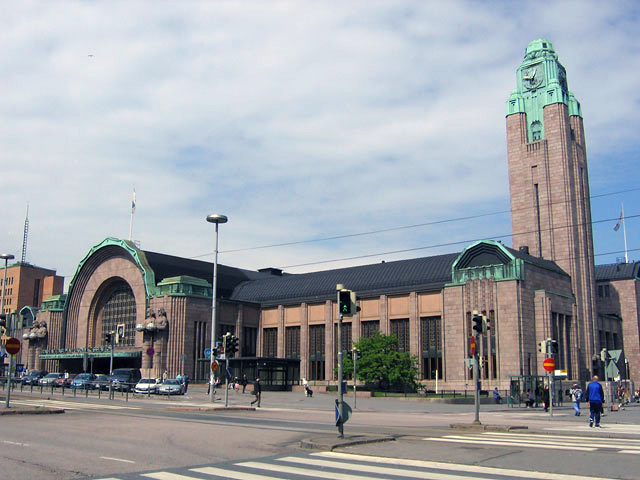
Helsingfors centralstation

Helsingfors växte under 1800-talet till att bli en storstad. År 1830 bodde 11 100, vid sekelskiftet 1900 bodde 93 600 i staden. Helsingfors snabba tillväxt i början av 1900-talet fick stadens ledning att inse att det inte finns tillräckligt med utrymme för den växande befolkningen och inkorporeringar av omkringliggande områden ägde rum.
På sommaren år 1891 invigdes Helsingfors första spårvagnar. De enkelspåriga rutterna var två och gick längs Östra Chausséen (nuvarande Tavastvägen) respektive Västra Chausséen (nuvarande Mannerheimvägen) och korsade varandra vid Esplanaden. I början av 1900-talet flyttade allt fler människor till Helsingfors för att söka arbete. De flesta av dem var kvinnor och många arbetade som tjänstefolk, men industrialiseringen och den förändrade näringsstrukturen erbjöd dem även andra arbetsmöjligheter som självförsörjande kvinnor.  Vid ungefär samma tid ändrades även språkmajoriteten på grund av den stora finska inflyttningen från en majoritet svensktalande till en majoritet finsktalande. Stadsfullmäktige tog 1902 beslutet att protokoll även skulle skrivas på finska.
De gamla trähusen ersattes kring sekelskiftet 1900 av stenhus. Nationalromantiken och jugendstilen fick ett stort genomslag i Helsingfors där hela stadsdelar byggdes i jugendstil. Jugenstilen återfinns i Skatudden, Ulrikasborg och Eira. Helsingfors centralstation av Eliel Saarinen och Nationalmuseum är exempel för det tidiga 1900-talets arkitekturideal.  Helsingfors växte och fick 1911 en ny generalplan utformad av Bertel Jung som var stadens första stadsplanearkitekt. Även Eliel Saarinen utarbetade en stadsplan för ett Storhelsingfors. Den icke realiserade stadsplanen Pro Helsingfors gjorde Bertel Jung tillsammans med Saarinen år 1918. Den innehöll detaljerade uppskattningar om befolkningsutvecklingen och den växande trafiken.
I slutet av 1800-talet industrialiserades Helsingfors, bland annat Arabia porslinsfabrik. Bryggeriet Sinebrychoff grundades redan 1819 av Nikolaj Sinebrychoff vid Sandvikstorget.

## Det självständiga Finlands huvudstad

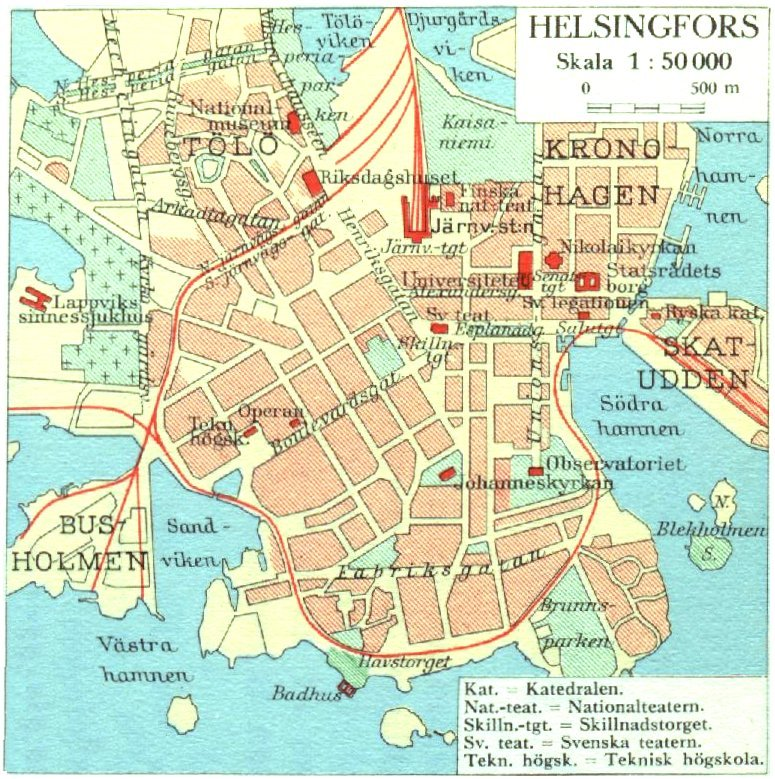
Helsingfors innerstad 1930.

Vid finska inbördeskrigets början 1918 besattes Helsingfors den 28 januari av "de rödas" trupper och var därefter säte för de rödas regering. Mord och häktningar förekom i stor utsträckning. En tysk eskader nalkades 11 april Helsingfors farvatten, och då även tyska trupper började visa sig utanför befästningarna åt landsidan, lämnade sovjetryska flottan samma dag Helsingfors, varefter den tyska eskadern 12 april inlöpte i hamnen och landsatte trupper på Skatudden. Helsingfors intogs efter strider 12–13 april av tyskarna och överlämnades sedan åt "vita" finländska trupper.

### Mellankrigstiden
Under mellankrigstiden fortsatte staden att växa och befäste sin position som den ledande finska staden. Bostadsbristen var svår och en ny bostadspolitik ledde fram till att nya bostadsområden i Tölö, Vallgård och Kottby byggdes.
Bland byggnader som restes under mellankrigstiden hör Riksdagshuset (arkitekt: Johan Sigfrid Sirén) och Stockmanns varuhus. Glaspalatset, en av de mest framstående funkisbyggnaderna i staden, stod klart 1936. Under perioden 1910–30 var Främre Tölö stadens största byggnadsområde. Med sina höga hus längs de breda gatorna blev det ett enhetligt och fristående område, som tydligt avvek från den inrutade stadsplanen med regelbundna raka gator i gamla Estnäs.

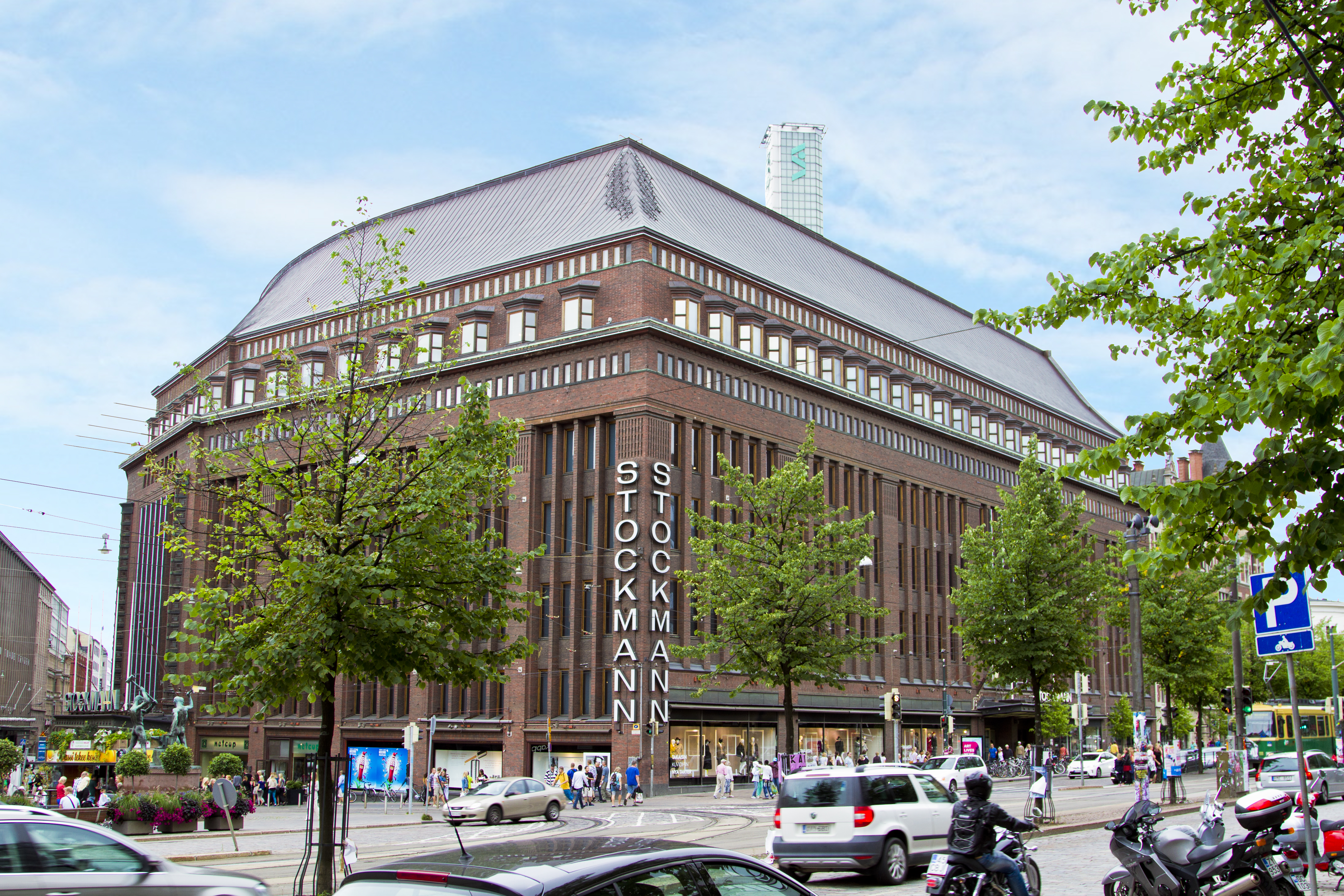
Stockmann
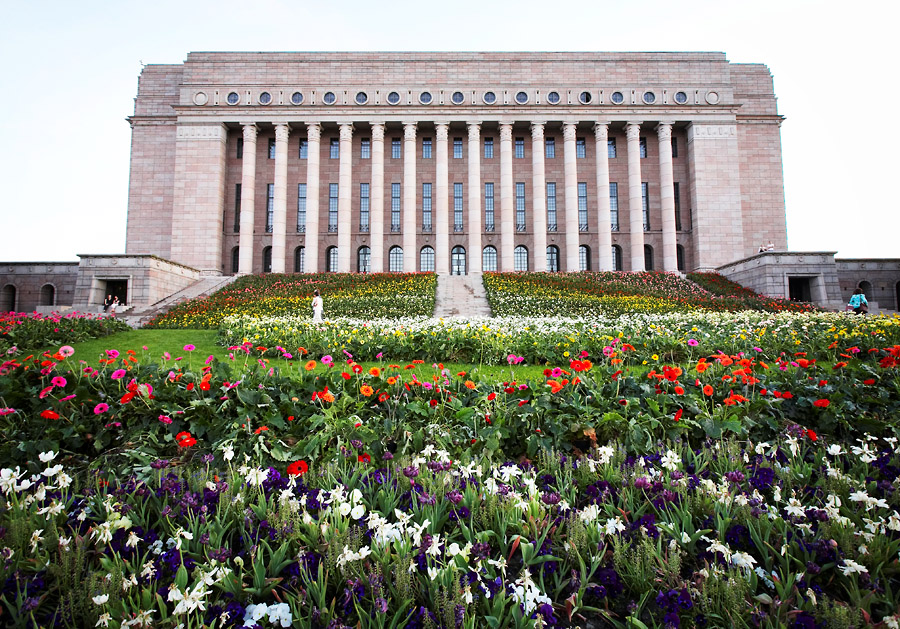
Riksdagshuset

### Vinter- och fortsättningskrigen

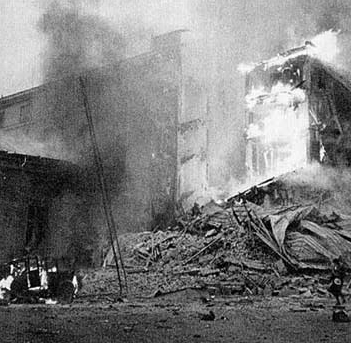
Bombningar under Vinterkriget 1939.

När vinterkriget bröt ut blev staden beskjuten av sovjetiskt bombflyg. Den 25 juni 1941 bombade sovjetiska bombplan Helsingfors. Terrorbombningarna fortsatte under kriget och sedan även under fortsättningskriget. 1944 genomfördes februaribombardemangen då sovjetiskt flyg bombade Helsingfors under tre tillfällen: 6-7, 16-17 och 26-27 februari.
I jämförelse med andra europeiska städer blev staden inte lika hårt drabbad, vilket bl.a. berodde på att ryssarna inte hade tillgång till tillräckligt effektiva brandbomber. Helsingfors hade ett effektivt luftförsvar. Inte desto mindre var nöden oerhört svår vid krigsslutet, då förutom att en stor del av bostäderna var sönderbombade tvingades man även inhysa en stor mängd flyktingar från Karelen och Porkala.

## Efterkrigstiden
Staden har efter andra världskriget fortsatt att växa. Helsingfors stad hade länge varit intresserad av att inkorporera flera små samhällen i stadens närhet. Helsingfors stad växte efter kriget genom att inkorporera Haga, Hoplax, Brändö och Åggelby samt stora delar av Helsinge kommun 1946. Stadens invånarantal ökades med 51 000 och markområdet blev fem gånger så stort. Västra Hertonäs hör till de första moderna förorterna i Helsingfors. Den började byggas i slutet av 1940-talet efter att området inkorporerats med Helsingfors år 1946.
Den första civilflygplatsen i Helsingfors, Malms flygplats, belägen på Tattarmossen i Helsinge kommun, blev färdig för trafik i december 1936. Finland fick en ny flygplats av internationell standard 1952 då flygplatsen i Sjöskog, numera Helsingfors-Vanda flygplats, öppnades för trafik. Olympiska sommarspelen 1952 hölls i Helsingfors mellan den 19 juli och den 3 augusti 1952. Tävlingarna hade cirka 1,4 miljoner åskådare. Huvudarena för tävlingarna var Helsingfors Olympiastadion. Alvar Aalto gjorde flera utmärkande byggnader i efterkrigstidens Helsingfors: Enso-Gutzeits huvudkontor (1959–1962), Elhuset (1970-1973), Folkpensionsanstaltens huvudkontor, Kulturhuset och Finlandiahuset (1962–1971). Tempelplatsens kyrka i Främre Tölö öppnades 1969.

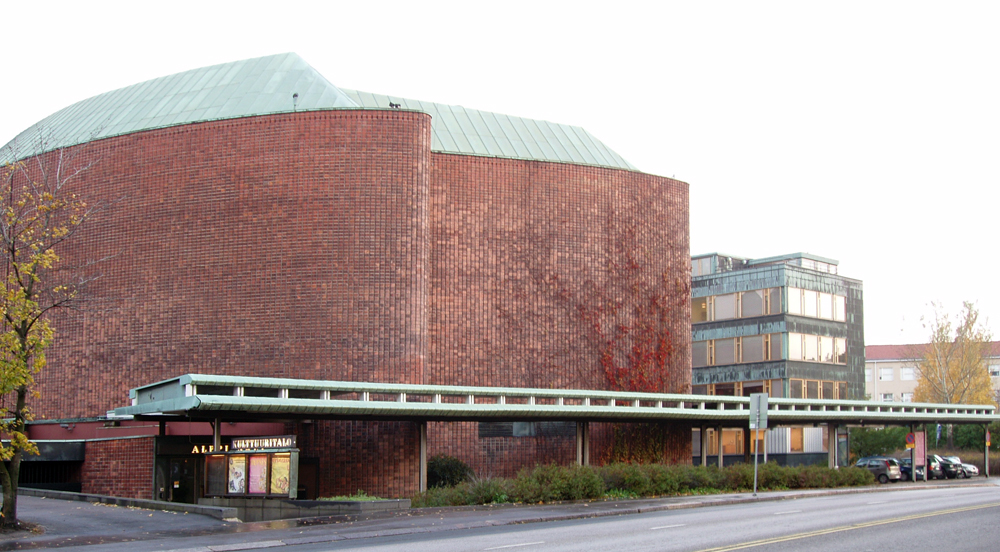
Kulturhuset
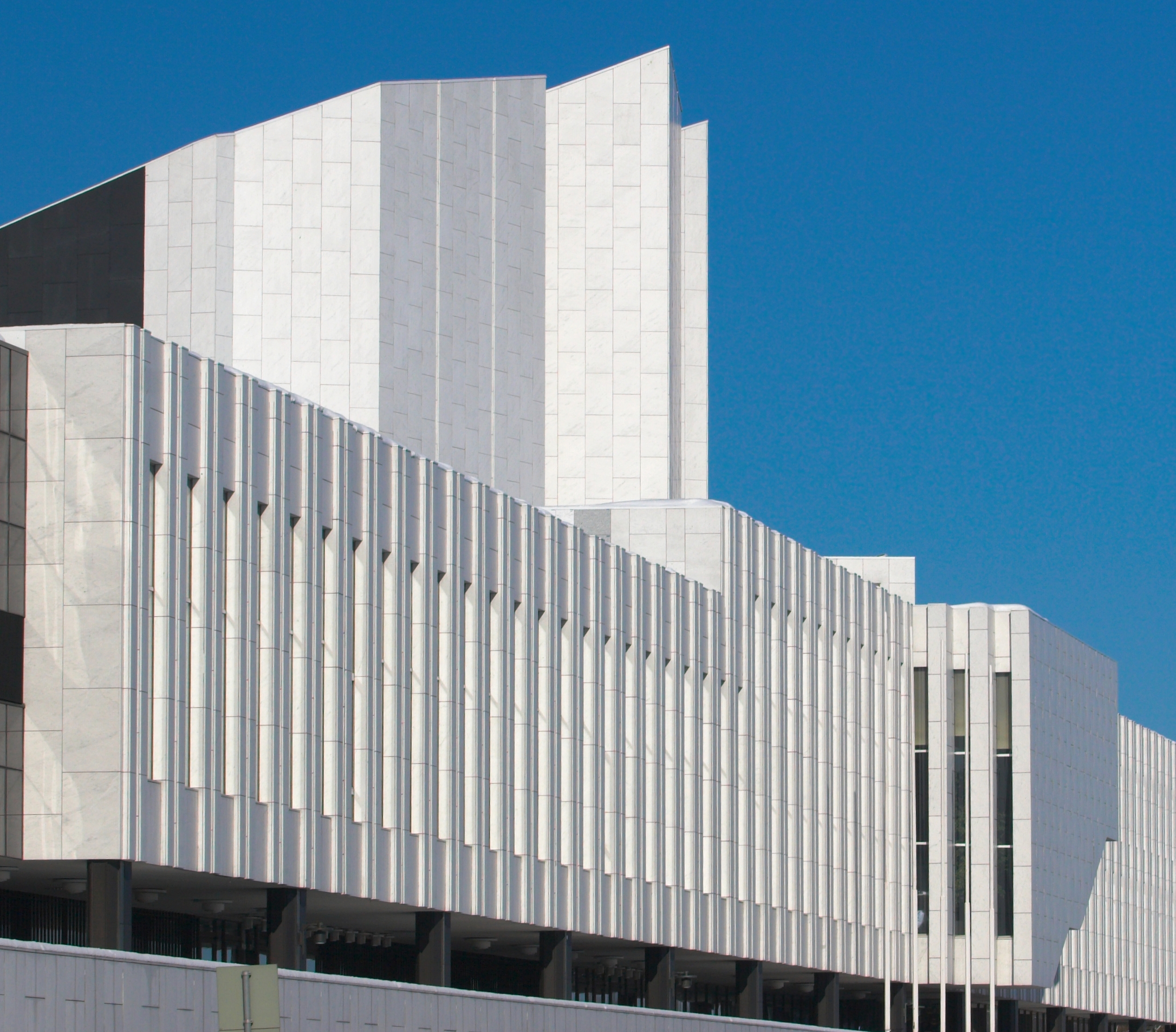
Finlandiahuset
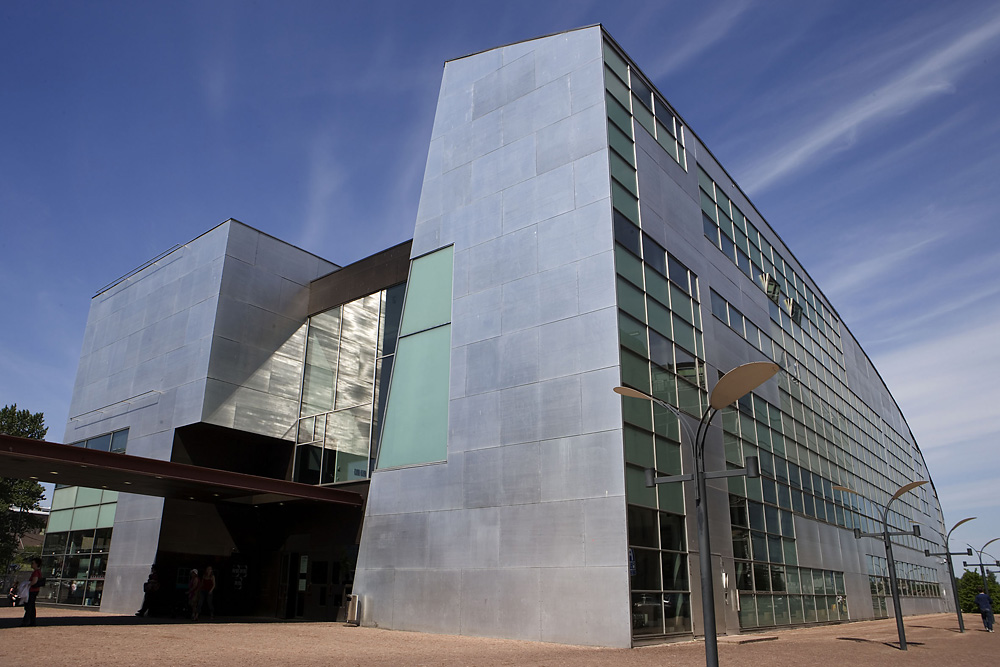
Kiasma

Urbaniseringen kom igång sent i Finland jämfört med andra västeuropeiska länder, och staden växte rekordsnabbt under 1960-/1970-talen. 1965 hade Helsingfors för första gången fler än 500 000 invånare. 1966 inkorporerades Nordsjöområdet i Helsinge kommun. För att tackla den ökande befolkningen genomfördes flera infrastrukturella åtgärder såsom utbyggnad av bostadsområden, vägar m.m. På 1960-talet började Helsingfors stad bygga det Östra Böle enligt tidens ideal med separerad fotgängar- och biltrafik. Östra Böle kritiserades kort efter att det blev klart, och när Västra Böle byggdes tog man avstånd från betongarkitekturen i Östra Böle. Trähusstadsdelen revs i samband med byggandet av Västra Böle på 1970-talet. Helsingfors förtätades med ny bebyggelse i Malm, Mosabacka och Parkstad.
År 1975 hölls Europeiska säkerhetskonferensen i Finlandiahuset i vilken statsöverhuvuden från 35 länder deltog.
1982 invigdes Helsingfors metro för att möjliggöra effektiva resor inom staden. Utöver detta har man behållit och utökat spårvägsnätet i staden. Helsingfors stad håller nu även på att färdigställa en ny stor hamnanläggning, Nordsjö hamn, som skall ersätta de centrala hamnanläggningarna 2008. 2009 blev en del av Vanda och Sibbo inkorporerade i Helsingfors stad.
Helsingfors låg från början i en helt svenskspråkig bygd men har genom inflyttning från övriga Finland lett till att även omgivningarna blivit finskspråkiga. Kring 1890 var för första gången andelen finskspråkiga större än de svensktalande i staden. År 2000 låg denna andel på 7,8 % svenskspråkiga, en andel man tror kommer fortsätta minska.